# Alpha Ethniki 1981-1982
L'Alpha Ethniki 1981-1982 fu la 46ª edizione della massima serie del campionato di calcio greco, conclusa con la vittoria del Olympiacos, al suo ventitreesimo titolo e terzo consecutivo.
Capocannoniere del torneo fu Grigoris Charalabidis (Panathīnaïkos), con 21 reti.

## Formula
Le squadre partecipanti furono 18 e disputarono un girone di andata e ritorno per un totale di 34 partite.
Le ultime due classificate furono retrocesse in Beta Ethniki.
Il punteggio prevedeva due punti per la vittoria, uno per il pareggio e nessuno per la sconfitta.
Olympiakos e Panathinaikos terminarono a pari punti e disputarono uno spareggio in gara unica.
Le squadre ammesse alle coppe europee furono quattro: i campioni alla Coppa dei Campioni 1982-1983, la vincitrice della coppa nazionale alla Coppa delle Coppe 1982-1983 e seconda e terza classificata alla Coppa UEFA 1982-1983.

## Squadre partecipanti
| Squadra         | Città      | Stadio | Stagione 1980-1981 |
| --------------- | ---------- | ------ | ------------------ |
| AEK Atene       | Atene      |        | 2º                 |
| Apollōn Smyrnīs | Atene      |        | 12°                |
| Arīs Salonicco  | Salonicco  |        | 3°                 |
| Doxa Dramas     | Drama      |        | 9°                 |
| Ethnikos Pireo  | Il Pireo   |        | 7°                 |
| Īraklīs         | Salonicco  |        | Beta Ethniki       |
| Kastoria        | Kastoria   |        | 14°                |
| Kavala          | Kavala     |        | 15°                |
| Korinthos       | Corinto    |        | 16°                |
| Larissa         | Larissa    |        | 6°                 |
| OFI Creta       | Candia     |        | 10°                |
| Olympiacos      | Il Pireo   |        | Campione di Grecia |
| Panathīnaïkos   | Atene      |        | 5°                 |
| Paniōnios       | Nea Smyrnī |        | 13°                |
| Panserraïkos    | Serres     |        | 8°                 |
| PAOK            | Salonicco  |        | 4°                 |
| PAS Giannina    | Giannina   |        | 11°                |
| Rodos           | Rodi       |        | Beta Ethniki       |

## Classifica finale
|                   | Pos. | Squadra         | Pt | G  | V  | N  | P  | GF | GS | DR  |
| ----------------- | ---- | --------------- | -- | -- | -- | -- | -- | -- | -- | --- |
| Grecia (bandiera) | 1.   | Olympiacos      | 50 | 34 | 18 | 14 | 2  | 46 | 21 | +25 |
|                   | 2.   | Panathīnaïkos   | 50 | 34 | 19 | 12 | 3  | 58 | 28 | +30 |
|                   | 3.   | PAOK            | 46 | 34 | 18 | 10 | 6  | 55 | 22 | +33 |
|                   | 4.   | AEK Atene       | 45 | 34 | 17 | 11 | 6  | 54 | 36 | +18 |
|                   | 5.   | Arīs Salonicco  | 41 | 34 | 15 | 11 | 8  | 56 | 30 | +26 |
|                   | 6.   | Īraklīs         | 40 | 34 | 15 | 10 | 9  | 52 | 38 | +14 |
|                   | 7.   | Paniōnios       | 36 | 34 | 14 | 8  | 12 | 39 | 31 | +8  |
|                   | 8.   | Kastoria        | 34 | 34 | 13 | 8  | 13 | 38 | 43 | -5  |
|                   | 9.   | OFI Creta       | 33 | 34 | 11 | 11 | 12 | 38 | 36 | +2  |
|                   | 10.  | Larissa         | 31 | 34 | 12 | 7  | 15 | 40 | 38 | +2  |
|                   | 11.  | Doxa Dramas     | 31 | 34 | 10 | 11 | 13 | 38 | 46 | -8  |
|                   | 12.  | Rodos           | 31 | 34 | 11 | 9  | 14 | 37 | 46 | -9  |
|                   | 13.  | Ethnikos Pireo  | 30 | 34 | 10 | 10 | 14 | 30 | 38 | -8  |
|                   | 14.  | PAS Giannina    | 28 | 34 | 9  | 10 | 15 | 32 | 48 | -16 |
|                   | 15.  | Apollōn Smyrnīs | 27 | 34 | 9  | 9  | 16 | 27 | 42 | -15 |
|                   | 16.  | Panserraïkos    | 25 | 34 | 8  | 9  | 17 | 26 | 45 | -19 |
|                   | 17.  | Kavala          | 18 | 34 | 5  | 8  | 21 | 19 | 58 | -39 |
|                   | 18.  | Korinthos       | 16 | 34 | 6  | 4  | 24 | 24 | 63 | -39 |

Legenda:

      Campione di Grecia
      Ammesso alla Coppa UEFA
      Ammesso alla Coppa delle Coppe
      Retrocesso in Beta Ethniki
Note:

Due punti a vittoria, uno a pareggio, zero a sconfitta.

### Spareggio scudetto
Olympiacos Pireo e Panathinaikos terminarono il campionato a pari punti e disputarono uno spareggio in gara unica per l'assegnazione del titolo a Volos il 29 giugno 1982.
| Arbitro: | Stathis Kosmopoulos |

|                                           |           |            |
| Vince Estavilio 7’ Níkos Anastópoulos 69’ | Marcatori | 82’ Ziakos |

### Verdetti
- Olympiacos campione di Grecia 1981-82 e qualificato alla Coppa dei Campioni
- PAOK Salonicco e AEK Atene qualificati alla Coppa UEFA
- Panathinaikos qualificato alla Coppa delle Coppe
- Kavala e Korinthos retrocesse in Beta Ethniki.